# Joodse begraafplaats (Hattem)
De Joodse begraafplaats in de wijk Het Veen in het Gelderse Hattem ligt aan de Kerkhofdijk naast de algemene begraafplaats.
Nadat begin achttiende eeuw de eerste Joodse beroepsbeoefenaar toestemming kreeg zich in Hattem te vestigen kwam daar ook een synagoge tot stand. Deze werd echter na 1790 niet meer gebruikt omdat het aantal Joodse inwoners sterk was verminderd. Het duurde tot 1887 voor een joodse gemeente en een nieuwe synagoge konden worden gesticht. In 1883 was reeds de begraafplaats in het veengebied buiten de stad aangekocht.
Bij het begin van de Duitse bezetting in 1940 woonden er ongeveer 70 Joden in Hattem, waaronder 20 Duitse vluchtelingen. Van hen wisten slechts 7 de vervolgingen te overleven.
Op de begraafplaats, die wordt onderhouden door de gemeente Hattem, bevinden zich 28 graftekens.

## Bijzonder dubbelgraf
De grafsteen van de heer en mevrouw van Gelder-Bakker herinnert aan een familie waarvan de ouders en de kinderen gedurende de Tweede Wereldoorlog op verschillende adressen rond Hattem waren ondergedoken. Vooral mevrouw Bakker kon het ondanks vele waarschuwingen niet laten haar kinderen te bezoeken, waardoor zij het leven van alle betrokkenen in gevaar bracht. Uiteindelijk wisten leden van het ondergrondse verzetsorganisatie ter plaatse geen andere oplossing dan het echtpaar te doden. Deze liquidatie heeft op 22 april 1944 in de bossen van het landgoed Molecaten bij Hattem plaatsgevonden.

## Afbeeldingen

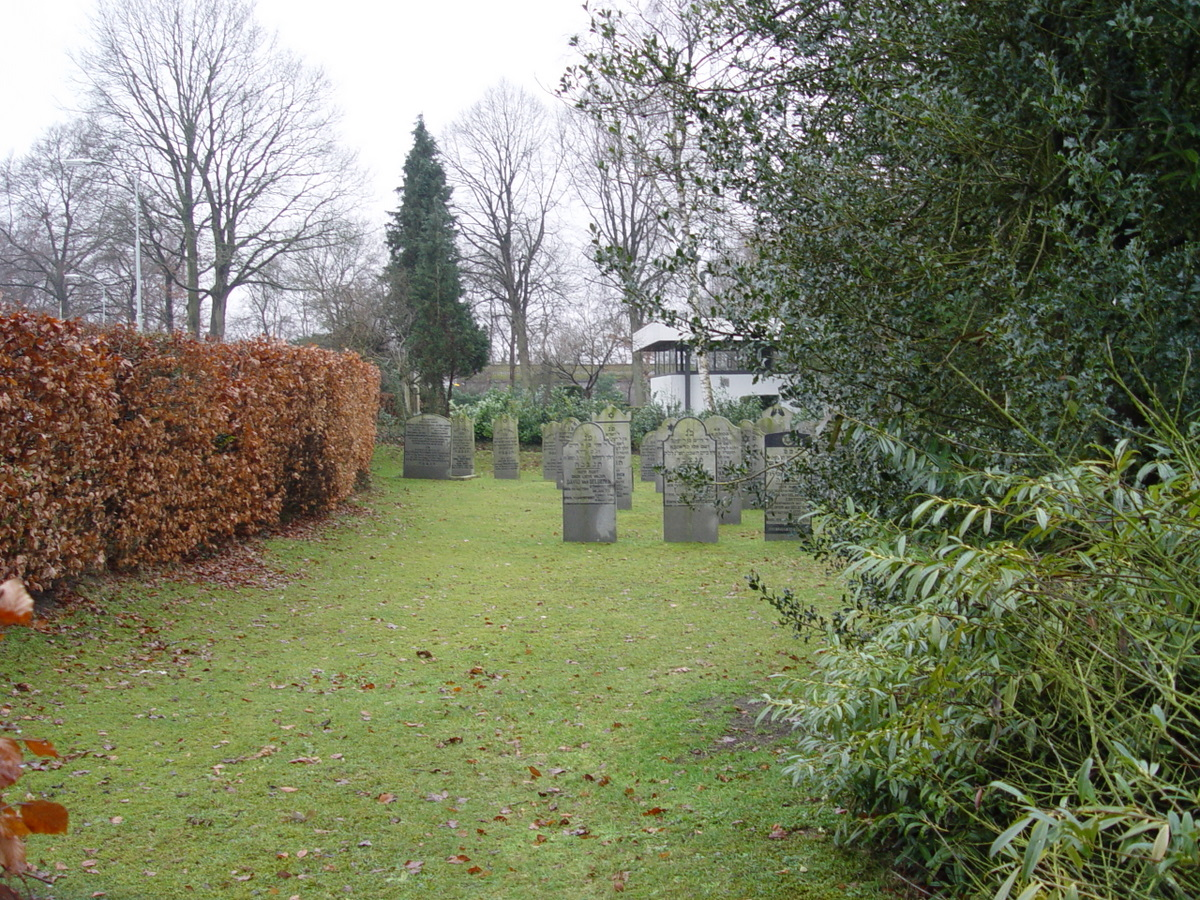
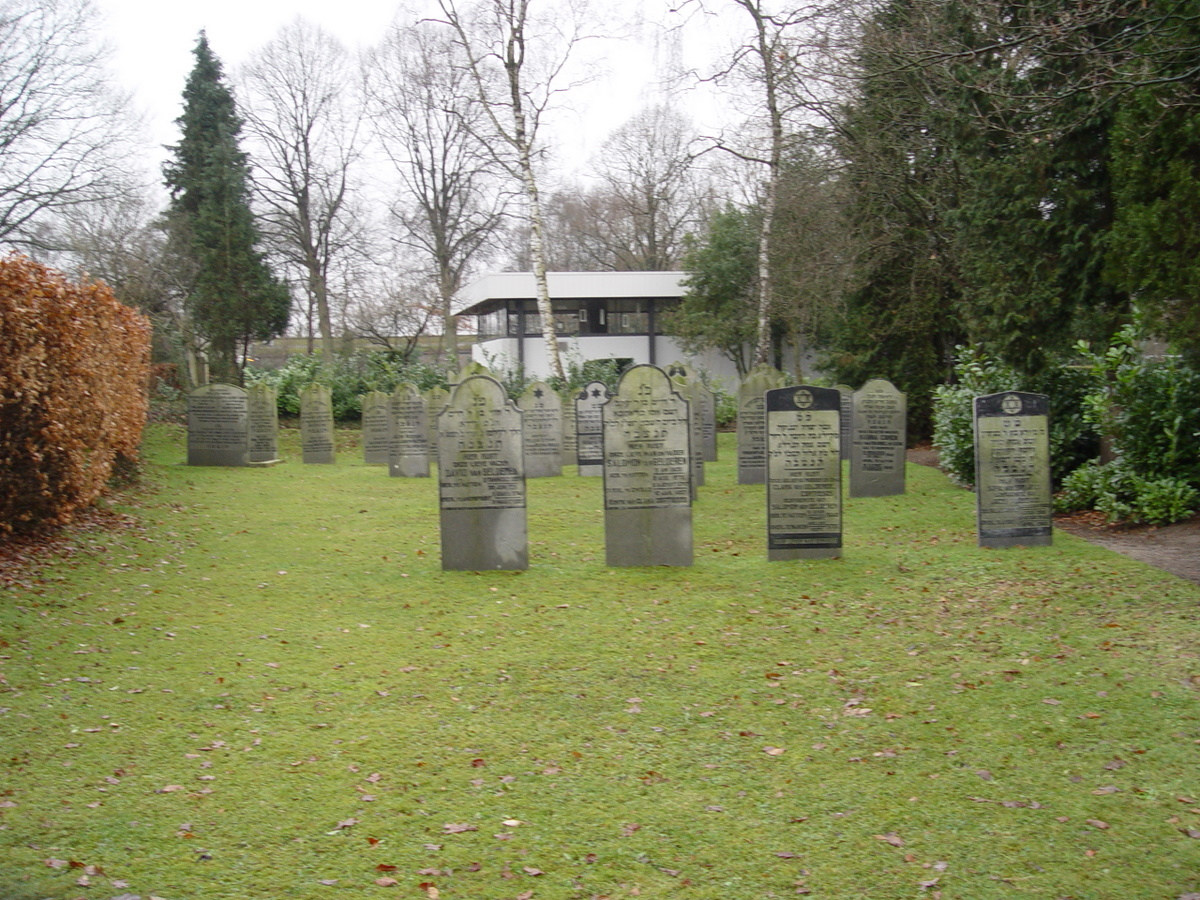
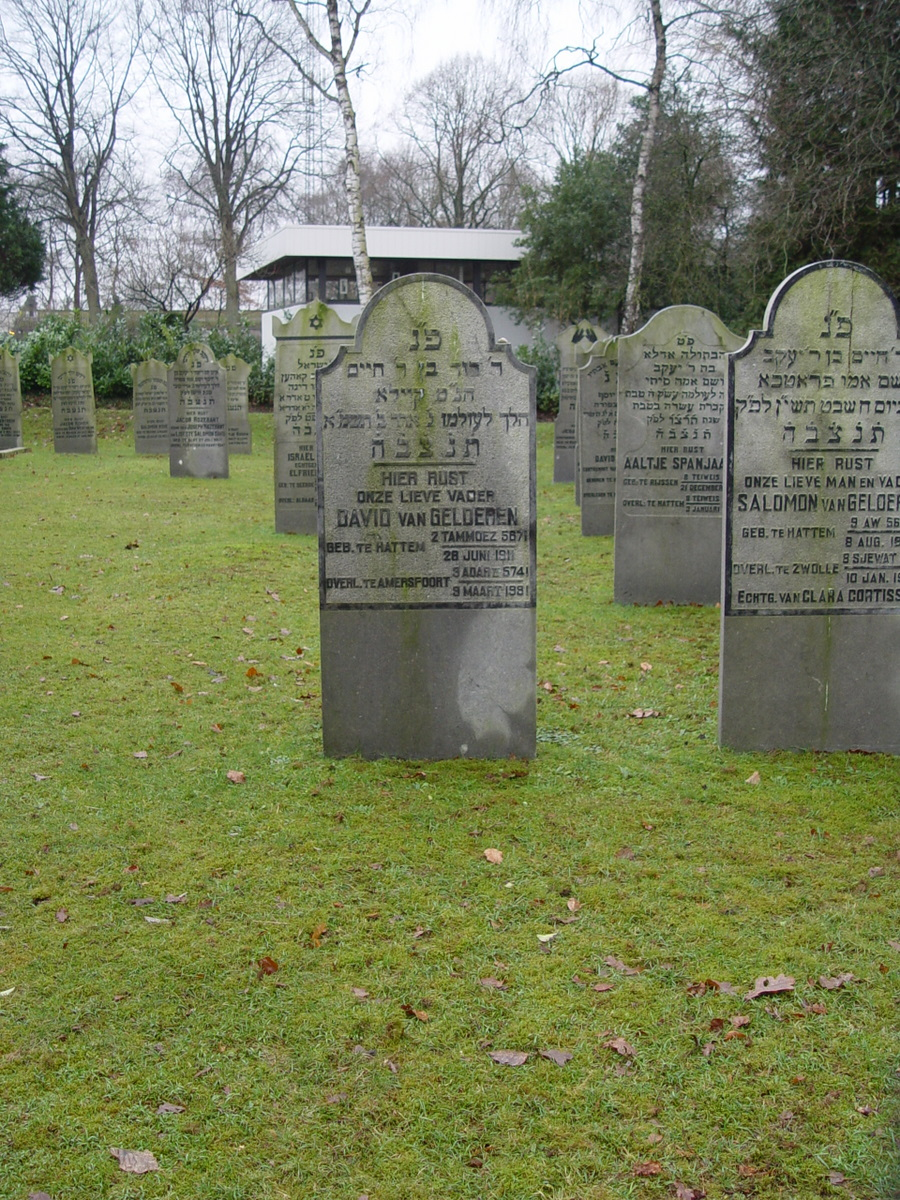
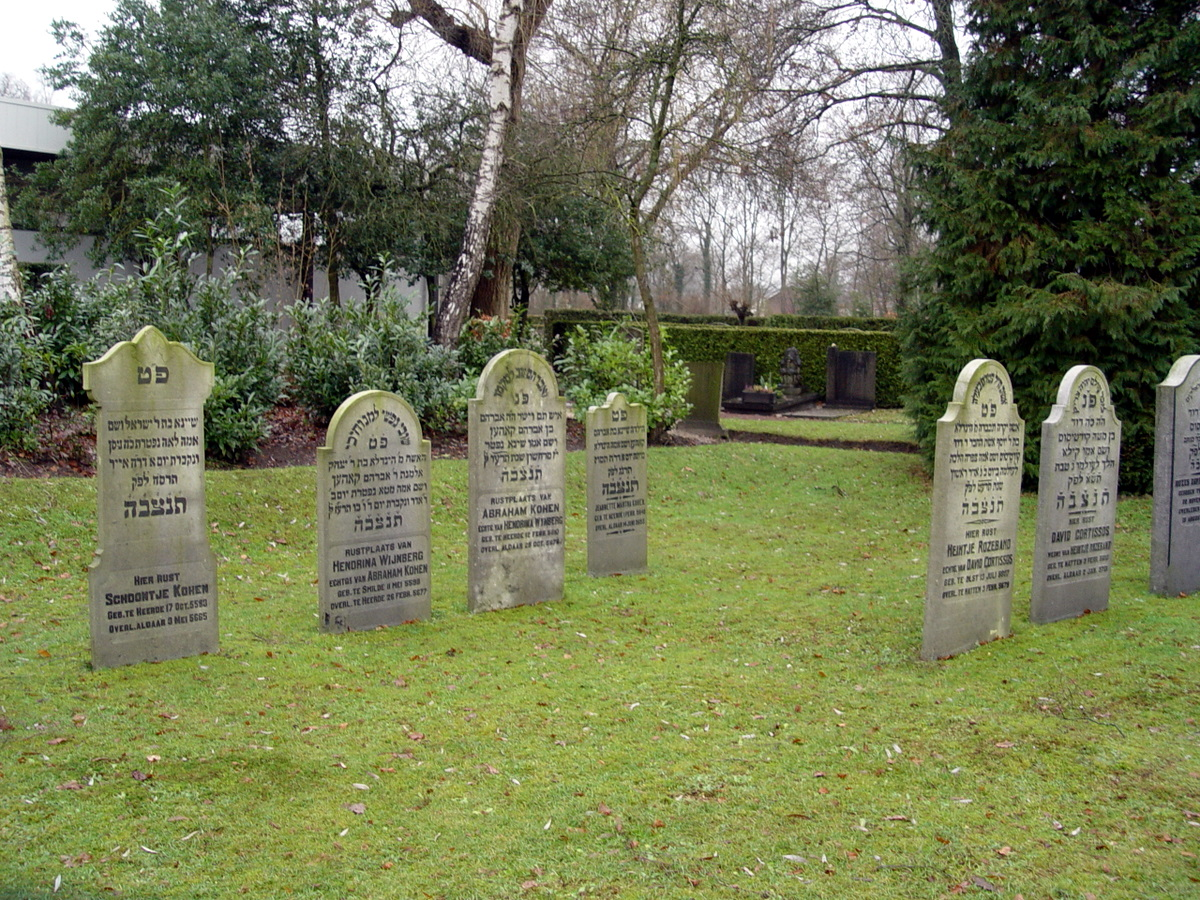
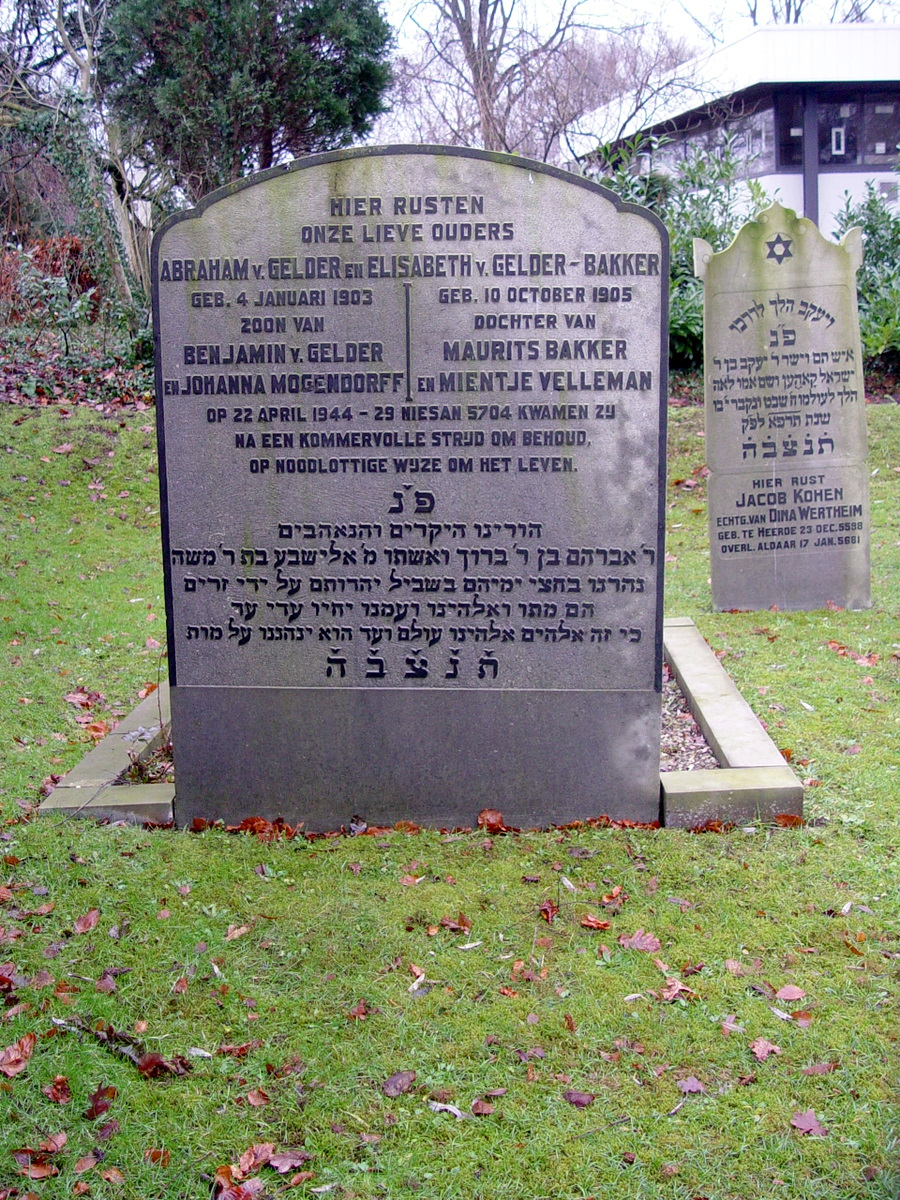